# Jazz ExTempore
Jazz ExTempore je hrvatski multikulturni glazbeni projekt. Održava se jednom godišnje i traje tjedan dana. Isprve se održavao samo u Hrvatskoj, u Opatiji, a od 2008. projekt se proširio i na inozemstvo odnosno skladbe nastale u Hrvatskoj predstavljaju se i na koncertima u inim zemljama. Jedan je od vodećih hrvatskih programa međunarodnog karaktera i projekt kojim se Hrvatska predstavlja u Europi. Projekt pridonosi očuvanju kulturne baštine i kulturnog identiteta, promicanju hrvatske kulture u svijetu i uključuje je u međunarodnu kulturnu suradnju. Organizira ga udruga Liburnia Jazz.

## Cilj
Osnivačima je nakana bila svake godine okupiti nekoliko vrsnih poznavatelja kako vlastite kulturne baštine tako i suvremenih glazbenih pravaca iz različitih regija i zemalja Europe i svijeta. Umjetnici tijekom održavanja zajednički rade i stvaraju glazbu koju karakterizira fuzija različitih glazbenih tradicija, skladaju originalne, još nigdje izvedene skladbe. Dio svog iskustva prenose i javnosti putem radionica.

## Povijest
Pokrenut je 2005. godine. 2007. godine je objavljen prvi CD sa skladbama izvedenim na završnom koncertu 2005. i 2006. godine. Od 2008. projekt se proširio i na inozemstvo, pa se skladbe nastale u Hrvatskoj predstavljaju i na koncertima u Velikoj Britaniji (London, Scarborough, Southport, Manchester, Birmingham, Cambridge), Bugarskoj (Sofija, Plovdiv), Nizozemskoj (Groningen, Utrecht, Leimuidenu), Italiji (Grado), Srbiji (Novi Sad, Subotica, Valjevo) i Bosni i Hercegovini (Sarajevo, Mostar). 2009. g. je objavljen drugi CD sa sudionicima projekta 2008. godine. Treći album s ovog projekta objavljen je 2016. godine.

## Sudionici
Sudjelovali su glazbeni umjetnici iz Europe, Afrike, Azije i Amerike. Europske zemlje koje su dale sudionike su Hrvatska, Italija, Austrija, Sardinija, Rusija, Francuska, Makedonija, Srbija, Slovenija, Ujedinjeno Kraljevstvo, Finska, Nizozemska, Španjolska, Bosna i Hercegovina, Armenija, azijska je Indonezija, iz Afrike Mali i Maroko) te s američkog kontinenta Kuba, Meksiko, Jamajka, Urugvaj, SAD, Kanada, Kostarika.

## Diskografija
Do danas su izašli ovi albumi:
- 2007. godine: Jazz Ex Tempore '05/'06, Croatia Records. Sadrži skladbe izvedene na završnom koncertu 2005. i 2006. godine. Dobio je nekoliko nagrada: Porin za 2008. u kategoriji Najbolji jazz album, a skladba Angiolina s ovog albuma dobila je Porina u kategoriji Najbolja jazz skladba i u kategoriji Najbolja jazz izvedba.
- 2009. godine: Jazz Ex Tempore Orchestra – Round Trip, Croatia Records. Skladbe sa sudionicima projekta 2008. godine.
- 2016. godine: criss - CROSS # Jazz Ex Tempore Orchestra